# Пріон (птах)
Пріон (Pachyptila) — рід невеликих буревісників Південного океану, що нараховує 6 або 7 видів (якщо враховувати Pachyptila macgillivrayi окремим видом).

## Види
- Пріон широкодзьобий (Pachyptila vittata)
- Пріон тонкодзьобий (Pachyptila belcheri)
- Пріон антарктичний (Pachyptila desolata)
- Пріон сніжний (Pachyptila turtur)
- Пріон малий  (Pachyptila salvini)
- Пріон товстодзьобий (Pachyptila crassirostris)
- Пріон гофський (Pachyptila macgillivrayi)